# Petitella rhodostoma
Petitella rhodostoma, popularmente conocido en el mundo de la acuariofilia como Borrachito o Tetra Borracho, es una especie de pez de la familia Characidae.

## Características y comportamiento
Esta especie, generalmente, alcanza una longitud máxima de 4 o 5 centímetros, especialmente las hembras. Su cabeza es roja (de ahí el nombre de borrachito), su aleta caudal dispone de rayas negras y blancas y, el resto del cuerpo, es plateado. La coloración siempre es algo más intensa en los machos que en la hembras. Además, estas últimas tienen el abdomen más redondeado.
Son peces muy pacíficos y activos. Viven en cardumen, por lo que debe haber un mínimo de 8 ejemplares para que se encuentren cómodos. Pueden vivir en el acuario comunitario con peces de tamaño medio que no sean agresivos ni territoriales. Son peces muy asustadizos, por lo que a veces pueden llegar a estresarse hasta el punto de morir. Por eso, a la hora de cambiarlos de acuario, hay que procurar tener mucho cuidado para evitar posibles muertes. Una vez que ya estén en su nuevo hogar, son peces muy resistentes.

## Acuario apropiado
Es recomendable que el acuario tenga abundante vegetación y algunas rocas y/o raíces para que puedan esconderse cuando lo necesiten, así como una zona despejada para que naden sin problemas. Para un cardumen, bastaría con un tanque de 100 litros de capacidad.
Como son peces resistentes y lo más probable es que procedan de un criadero, los parámetros del agua no deben ser muy estrictos, aunque lo ideal sería un pH de 6-7 y una dureza máxima de 12ºd. La temperatura ideal del agua es de 26 °C.

## Hábitat
Vive en zonas de clima tropical.

## Distribución geográfica
Se encuentran en Sudamérica: cuencas de los ríos  Amazonas y Orinoco.